# Commanderie de Charrières
La commanderie de Charrières est une commanderie hospitalière anciennement templière, fondée à Charrières, village de la commune de Saint-Moreil, située dans le département de la Creuse et la région Nouvelle-Aquitaine.

## Histoire

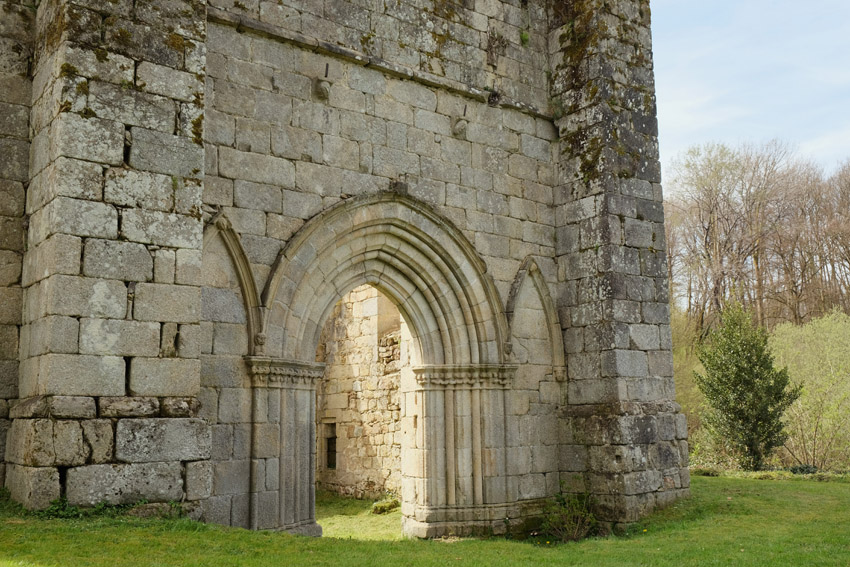
Chapelle de Charrières - Portail

### Ordre de Saint-Jean de Jérusalem (1312-1789)
À la suite du procès de l'ordre du Temple, les Hospitaliers firent de Charrières une commanderie principale à laquelle furent rattachés les membres suivants:
- L'ancienne commanderie de Gentioux dont le lieu-dit « Paillier » et son église. Cette commanderie était indépendante au début du XIVe siècle[2]
- Saint-Robert (Corrèze) dont le lieu-dit Saint-Maurice[3]
- Le lieu-dit Chaumont[4] où il y avait une chapelle, commune de Troche en Corrèze

Le commandeur de Charrières percevait la dîme sur de nombreux villages aux alentours: 
- Villages de l'actuelle commune de Saint-Moreil: à Champagnat, La Barde, La Colomberie, La Faurie, Le Moncheny, Les Moulins, Présenchères
- Commune de Saint-Junien-la-Bregère: à Lestrade, Le Petit Auriat, Le Puy, Oches, Truffy
- Saint-Amand-le-Petit en Haute-Vienne [?][5], Le Vigon, La Chassagne

Et des rentes, entre autres à:
- Bouffanges dans la paroisse de Saint-Marc-à-Loubaud
- Saint-Moreil par le biais du moulin banal qui lui appartenait

Les biens de la commanderie se trouvaient principalement dans la Creuse et en Corrèze mais au XVIIIe siècle, on constate que le commandeur percevait également quelques rentes en Haute-Vienne attestées par les reconnaissances de ses tenanciers notamment à:
- Le Burgt, paroisse de Rempnat[6]
- Villetelle[6], paroisse de Cheissoux[7]

### Commandeurs
| Commandeur | Période   |
| --- | --------- |
| Les commandeurs templiers |           |
| ... | ...       |
| Géraud de Saint-Martial | 1307      |
| Les commandeurs hospitaliers |           |
| ... | …         |
| Louis d'Aubusson | 1424      |
| ... | …         |
| ... | ...       |
| Jacques de Diou François Commandeur de Charrières et Sainte-Anne, ambassadeur général à Rome                                         | ...       |
| Charles de Fassion Sainte-Jay Procureur et receveur du commun trésor (grand prieuré d'Auvergne)                                      | 1682      |
| Aimé-Philippe (Marie-Philippe) de Marcellanges Reçu le 17 juin 1765, commandeur de Chantoin (1765), dernier commandeur de Charrières | 1778-1789 |

## Sauvegarde

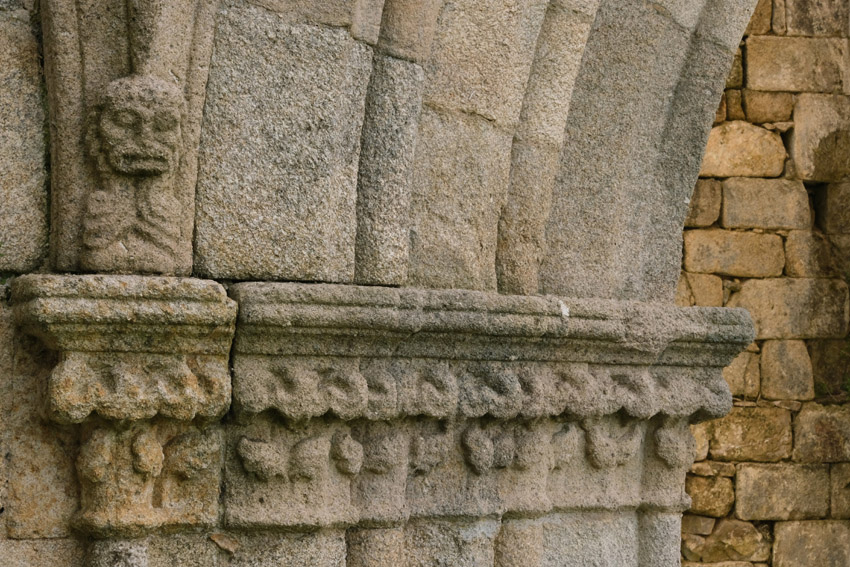
Chapelle de Charrières - Détail portail

L'église est désacralisée en 1922, est vendue à des particuliers. Tombée en ruine, elle est sauvée par les Hannoyer qui achètent le terrain dans les années 1970. Une associtation a été créée en 2019 pour sauver l'édifice. La chapelle fait l'objet d'interventions de préservation depuis une décennie.

## Sources
- Marie-Claire Pontier, Archives départementales de la Haute-Vienne : Fonds des commanderies de l'ordre de Malte (1195-1791) - Inventaire analytique, Limoges, 1991 (lire en ligne), p. 11
- Léopold Niepce, Le Grand-Prieuré d'Auvergne - Ordre des Hospitaliers de Saint-Jean de Jérusalem, Lyon, Genève, Bâle, Librairie Générale Henri Geors, 1883, 352 p. (présentation en ligne), p. 297-...
- Amédée-Louis-Alexandre Trudon des Ormes, « Liste des maisons et de quelques dignitaires de l'ordre du Temple, en Syrie, en Chypre et en France d'après les pièces du procès », dans Charles-Jean-Melchior de Vogüé, Revue de l'Orient latin, vol. VII., Paris, Ernest Leroux, 1899 (réimpr. 1964) (ISSN 2017-716X, lire en ligne), p. 540-542, lire en ligne sur Gallica
- Louis-Augustin Vayssière, « L’Ordre de Saint-Jean de Jérusalem ou de Malte en Limousin et dans l’ancien diocèse de Limoges », Bulletin de la Société des lettres, sciences et arts de la Corrèze,‎ 1884, p. 94-98, lire en ligne sur Gallica